# E. P. S. Huayco
El taller E.P.S. Huayco (formado por Francisco Mariotti, María Luy, Rosario Noriega, Mariella Zevallos, Herbert Rodríguez, Armando Williams y Juan Javier Salazar) fue un colectivo de artistas peruanos que produjo una serie de piezas importantes para entender la evolución del arte contemporáneo en el Perú. El grupo (que solo existió entre 1980 y 1981) produjo un encuentro entre el arte contemporáneo y lo popular. El inicio de su producción coincide con la transformación de la ciudad de Lima, iniciada a finales de 1960, producto de las migraciones del campo a la ciudad. Estos ponen en evidencia el proceso de sincretismo e hibridación cultural que se da en la ciudad de Lima debido a este proceso, lo que va a significar también un traslado y adaptación de la cultura andina dentro del territorio urbano de la costa peruana, condicionando la nueva identidad de la ciudad, que lejos de tener una cultura única y definida, se conforma por la variedad e interculturalidad.